# 下里駅
下里駅（しもさとえき）は、和歌山県東牟婁郡那智勝浦町大字下里にある、西日本旅客鉄道（JR西日本）紀勢本線（きのくに線）の駅である。

## 歴史
- 1935年（昭和10年）7月18日：国鉄紀勢中線の紀伊勝浦駅から当駅までの延伸に伴い開業する[1][2]。
- 1936年（昭和11年）12月11日：紀勢中線が当駅から串本駅まで延伸され、途中駅となる[1]。
- 1940年（昭和15年）8月8日：江住駅 - 串本駅間、新宮駅 - 紀伊木本駅（現 熊野市駅）間の開通に伴う線路名称改定により、紀勢西線所属となる[1]。
- 1941年（昭和16年）7月19日：紀伊浦神駅との間の新線が完成、供用開始[3]。
- 1959年（昭和34年）7月15日：三木里駅 - 新鹿駅間の開通による全通に伴う線路名称改定により、紀勢本線所属となる[1]。
- 1982年（昭和57年）10月1日：貨物の取り扱いを廃止[2]。
- 1984年（昭和59年）2月1日：荷物扱い廃止[2]。
- 1985年（昭和60年）3月14日：無人化される[4]。
- 1987年（昭和62年）4月1日：国鉄分割民営化に伴い、西日本旅客鉄道（JR西日本）の駅となる[1][2]。
- 2021年（令和3年）3月13日：ICカード「ICOCA」の利用が可能となる[5]。

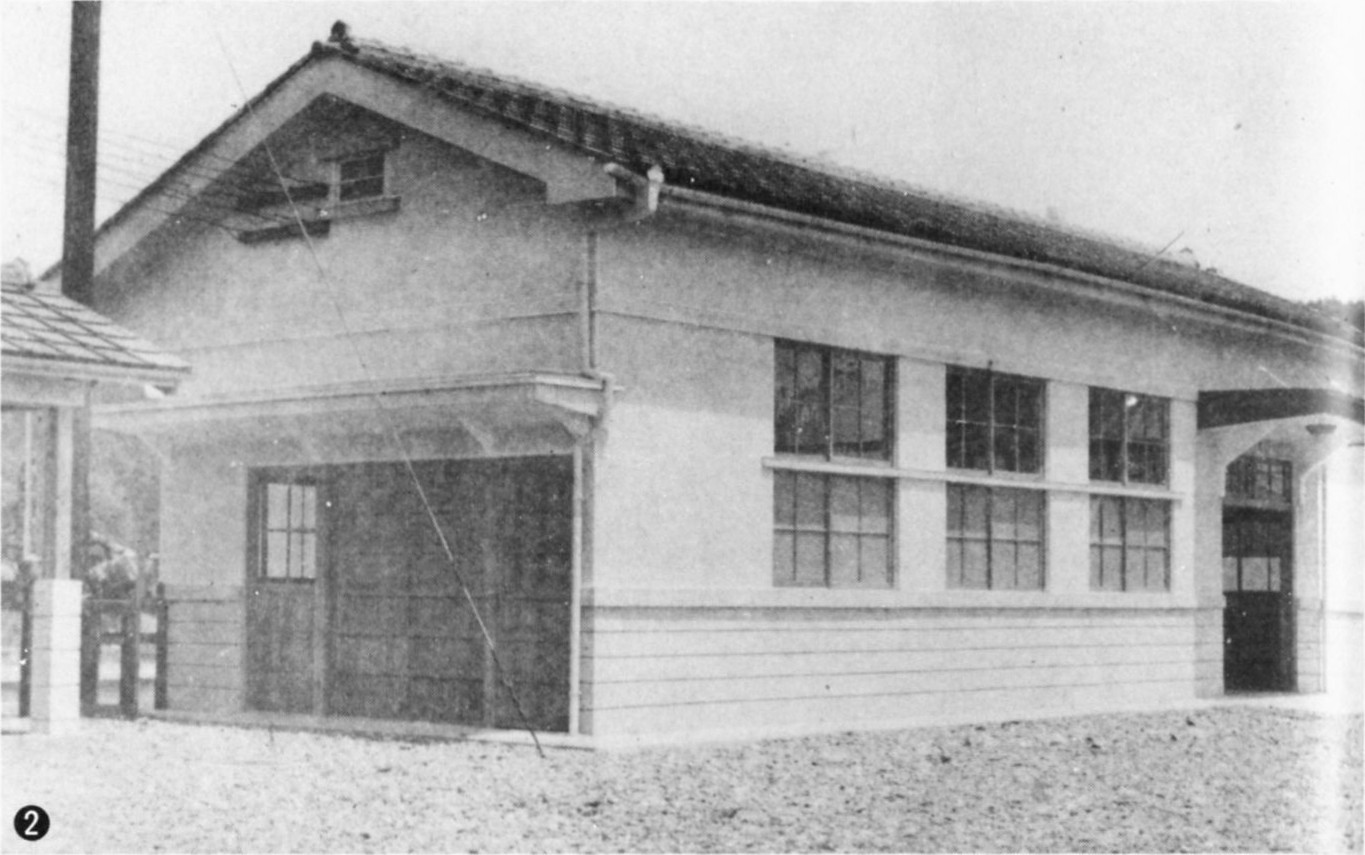
開業当時の駅舎

## 駅構造
相対式ホーム2面2線を有する地上駅である。駅舎は紀伊田辺方面行きホームにあり、反対側の新宮方面行きホームへは太地寄りの跨線橋によって結ばれている。
新宮駅管理の無人駅であり、自動券売機は設置されていない。2021年3月13日よりICOCAが利用可能となっている。開業当時の木造駅舎が、窓こそふさがれているものの使用されている。

### のりば
| のりば | 路線       | 行先                       |
| ------ | ---------- | -------------------------- |
| 1      | きのくに線 | 串本・紀伊田辺・和歌山方面 |
| 2      | きのくに線 | 紀伊勝浦・新宮方面         |

- 上表の路線名は旅客案内上の名称（愛称）で表記している。

## 利用状況
近年の1日平均乗車人員は以下の通り。
| 年度   | 1日平均 乗車人員 |
| ------ | ---------------- |
| 1998年 | 175              |
| 1999年 | 161              |
| 2000年 | 146              |
| 2001年 | 123              |
| 2002年 | 113              |
| 2003年 | 108              |
| 2004年 | 107              |
| 2005年 | 101              |
| 2006年 | 92               |
| 2007年 | 86               |
| 2008年 | 93               |
| 2009年 | 110              |
| 2010年 | 106              |
| 2011年 | 99               |
| 2012年 | 112              |
| 2013年 | 117              |
| 2014年 | 99               |
| 2015年 | 89               |
| 2016年 | 79               |
| 2017年 | 76               |
| 2018年 | 73               |
| 2019年 | 72               |
| 2020年 | 55               |
| 2021年 | 56               |
| 2022年 | 67               |

## 駅周辺
海際まで迫る山を太田川が削って出来た太田川河口の平地に広がる、下里集落の中心部にこの駅はある。下里集落は1960年1月11日に那智勝浦町に組み入られるまでは下里町という単独の自治体であった。付近には中学校や下里古墳が、下里大橋を渡って向こうの高芝集落には小学校や町の役場の出張所などがある。
- 下里古墳（国の史跡）
- 玉之浦海水浴場
- ぶつぶつ川 - 日本国内で最短の河川
- 那智勝浦町役場 下里出張所
- 新宮警察署 下里駐在所
- 第五管区海上保安本部 下里水路観測所
- 那智勝浦町立下里中学校
- 那智勝浦町立下里小学校
- 下里郵便局
- 那智勝浦町営バス「下里」停留所 - 下里線
- 国道42号
  - 下里大橋

## 隣の駅
西日本旅客鉄道（JR西日本）
 きのくに線（紀勢本線）
太地駅 - 下里駅 - 紀伊浦神駅